# 水野タケシ
水野 タケシ（みずの たけし、1965年7月19日 - ）は、コピーライター、川柳家。東京都出身。デザイナーであり、イラストレーターでもある水野卓史を父にもつ。父の友人であるコピーライター、土屋耕一に師事してコピーライターになる。その土屋の影響で俳句を作り始める。1991年、コピーライターの仲畑貴志が毎日新聞で「仲畑流万能川柳」の連載を始めると同時に、川柳を投稿しはじめる。2002年「深いのはどっちだろうか愛と憎」で万能川柳年間大賞。2010年万能川柳の殿堂入り。2013年3月入選1000句達成。
抜群のユーモアセンスに加え、「笑いと泣き」「軽みと深遠」をあわせもつ作風は、川柳の枠を超えて大勢のファンをもち、「（水野タケシの）思索の自由と視点の無尽が、万能川柳の世界を豊かにし、多くの仲間を育ててくれた」と仲畑貴志も高く評価している（「水野タケシ三〇〇選」参照）。 1996年から「仲畑流万能川柳ファンブック（会報）」の編集長。1996年から「実践！万能川柳講座」（毎日文化センター）講師もつとめ、後進の指導にもあたっている。また、「タウンニュース」さがみはら南区版において「タケシの万能川柳」の選者、「エフエムさがみ」の「ラジオ万能川柳」のパーソナリティーをつとめる。
よく知られている句に「前向きな訳は後ろががけだから」「哀れなり上手に薬のむ幼児」（以上、万能川柳）、「むせるほどカルピスが濃いお金持ち」（ビッグコミック・川柳虎の皮）、「肩書に自己弁護士をつけくわえ」（TBSラジオ『荒川強啓 デイ・キャッチ!・勝ち抜き時事川柳』）などがある。

## 著書
- 仲畑流万能川柳文庫①水野タケシ三〇〇選（2013年、毎日新聞東京センター）
- これから始める俳句・川柳いちばんやさしい入門書（2014年7月、池田書店）、俳人・神野紗希との共著）
- いちばんやさしい！楽しい！シルバー川柳入門（2018年6月、河出書房新社）